# Carlos Bonet
Carlos Bonet Cáceres (Lambaré, 1977. október 2. –) paraguayi válogatott labdarúgó, aki jelenleg a Cerro Porteño játékosa.

## Pályafutása
A paraguayi válogatott színeiben részt vett a 2002-es, a 2006-os és a 2010-es labdarúgó-világbajnokságon.

## Sikerei, díjai
- Club Libertad
  - Paraguayi bajnok: 2002, 2003, 2006